# Bâtiment de Monopol à Vranje
Le bâtiment de Monopol à Vranje (en serbe cyrillique : Зграда Монопола у Врању ; en serbe latin : Zgrada Monopola u Vranju) se trouve à Vranje, dans le district de Pčinja, en Serbie. Il est inscrit sur la liste des monuments culturels protégés de la république de Serbie (identifiant no SK 871),.